# Jerry Trainor
Gerald 'Jerry' William Trainor (San Diego, 21 januari 1977) is een Amerikaanse acteur, komiek en stemacteur. Hij speelde onder andere Spencer Shay in de televisieserie iCarly, Crazy Steve in Drake & Josh en sprak de stem in van Dudley Puppy in T.U.F.F. Puppy.

## Levensloop
Trainor groeide op in zijn geboorteplaats Orange. Hij is de zoon van William 'Bill' Trainor en Madelyn (geboortenaam McNenly) Trainor.
Zijn eerste televisierol was in de programmering van het 6 tot 8 Frozen Zone-blok, als populaire scholier Justin. Andere films en televisieseries waarin Trainor heeft gespeeld zijn Law & Order, Angel en Malcolm in the Middle.
Trainor is vooral bekend door zijn werk voor Nickelodeon. Zijn rol als Crazy Steve in de Amerikaanse televisieserie Drake & Josh bleek erg succesvol en heeft ervoor gezorgd dat hij in tien afleveringen te zien was, waaronder de televisiefilm Merry Christmas, Drake & Josh. Door zijn werk voor Nickelodeon, en vooral door zijn samenwerking met de televisieproducent Dan Schneider, kreeg Trainor vanaf 2007 een hoofdrol aangeboden, als Spencer Shay, in de televisieserie iCarly. Trainor speelde de broer van Carly Shay (Miranda Cosgrove) en vertolkte de rol tot de einde van de serie in 2012. Trainor hernam de rol van Spencer Shay van 2021 tot en met 2023 in de vernieuwde iCarly voor volwassenen op streamingdienst Paramount+.

## Filmografie
| Film      | Film                            | Film                         | Film |
| Jaar      | Film                            | Rol                          | Opmerkingen |
| --------- | ------------------------------- | ---------------------------- | --- |
| 2001      | Donnie Darko                    | Lanky Kid                    | Cameo |
| 2001      | Evolution                       | Tommy                        | Cameo |
| 2001      | Wayside                         | Tommy                        | Direct-naar-video |
| 2003      | Wrong Hollywood Number          | Bailey Warren                | Korte film |
| 2004      | Bring It On Again               | Zelfvoldane jongen           | Direct-naar-video |
| 2007      | Pieces of Dolores               | Boekverkoper                 | Korte film |
| 2008      | Waking Dreams                   | Andrew                       | Direct-naar-video |
| 2009      | Factory 9                       | Roland Waters                | Direct-naar-video |
| 2011      | Best Player                     | Quincy Johnson               | Televisiefilm |
| 2011      | Wrath of the Zombies            | Ian Melbourne                | Televisiefilm |
| Televisie |                                 |                              | |
| Jaar      | Show                            | Rol                          | Opmerkingen |
| 2001      | Malcolm in the Middle           | Cadet Edwards                | Aflevering: Evacuation |
| 2002      | My Wife and Kids                | Star Trek fan                | Aflevering: The Bowling Show |
| 2002      | Angel                           | Jared                        | Aflevering: Supersymmetry |
| 2002      | ER                              | Darius                       | Aflevering One Can Only Hope |
| 2004–2005 | Crossing Jordan                 | Brian                        | Aflevering: Dead or Alive Aflevering: Revealed Aflevering: Blue Moon Aflevering: It Happened One Night Aflevering: A Man in Blue |
| 2004–2007 | Drake & Josh                    | "Crazy" Steve                | 10 afleveringen |
| 2007–2012 | iCarly                          | Spencer Shay                 | Hoofdrol |
| 2007      | Drake & Josh: Really Big Shrimp | "Crazy" Steve                | Televisiefilm |
| 2008      | iCarly: iGo to Japan            | Spencer Shay                 | Televisiefilm |
| 2008      | Merry Christmas, Drake & Josh   | "Crazy" Steve                | Televisiefilm |
| 2009      | BrainSurge                      | Zichzelf                     | |
| 2009      | iCarly: iQuit iCarly            | Spencer Shay                 | Televisiefilm |
| 2010      | iCarly: iPsycho                 | Spencer Shay                 | Televisiefilm |
| 2010      | Victorious                      | Jongen in publiek            | Cameo, aflevering: Jade Dumps Beck                                                                                               |
| 2010      | The Penguins of Madagascar      | Kakkerlak                    | Stem, aflevering: Stop Bugging Me                                                                                                |
| 2010      | T.U.F.F. Puppy                  | Dudley Puppy, Minion Monkeys | Stem |
| 2011      | Kid West                        | Lemuel Kage                  | |
| 2012      | Victorious                      | Spencer Shay                 | gastrol |
| 2013      | Wendell & Vinnie                | Vinnie Packer                | Hoofdrol |
| 2018      | Henry Danger                    | Duimbroertje                 | |
| 2020      | Bunk'd                          | Dave                         | Gastrol |
| 2021-2023 | iCarly                          | Spencer Shay                 | Hoofdrol |